# Guillaume-Antoine Olivier
Guillaume-Antoine Olivier (19 de enero de 1756 – 1 de octubre de 1814) fue un botánico y entomólogo francés.
Fue el autor de Entomologie, ou histoire naturelle des Insectes (1808) y Le Voyage dans l'Empire Othoman, l'Égypte et la Perse (1807). Fue amigo muy cercano a Johan C. Fabricius y del maestro de Pierre André Latreille.

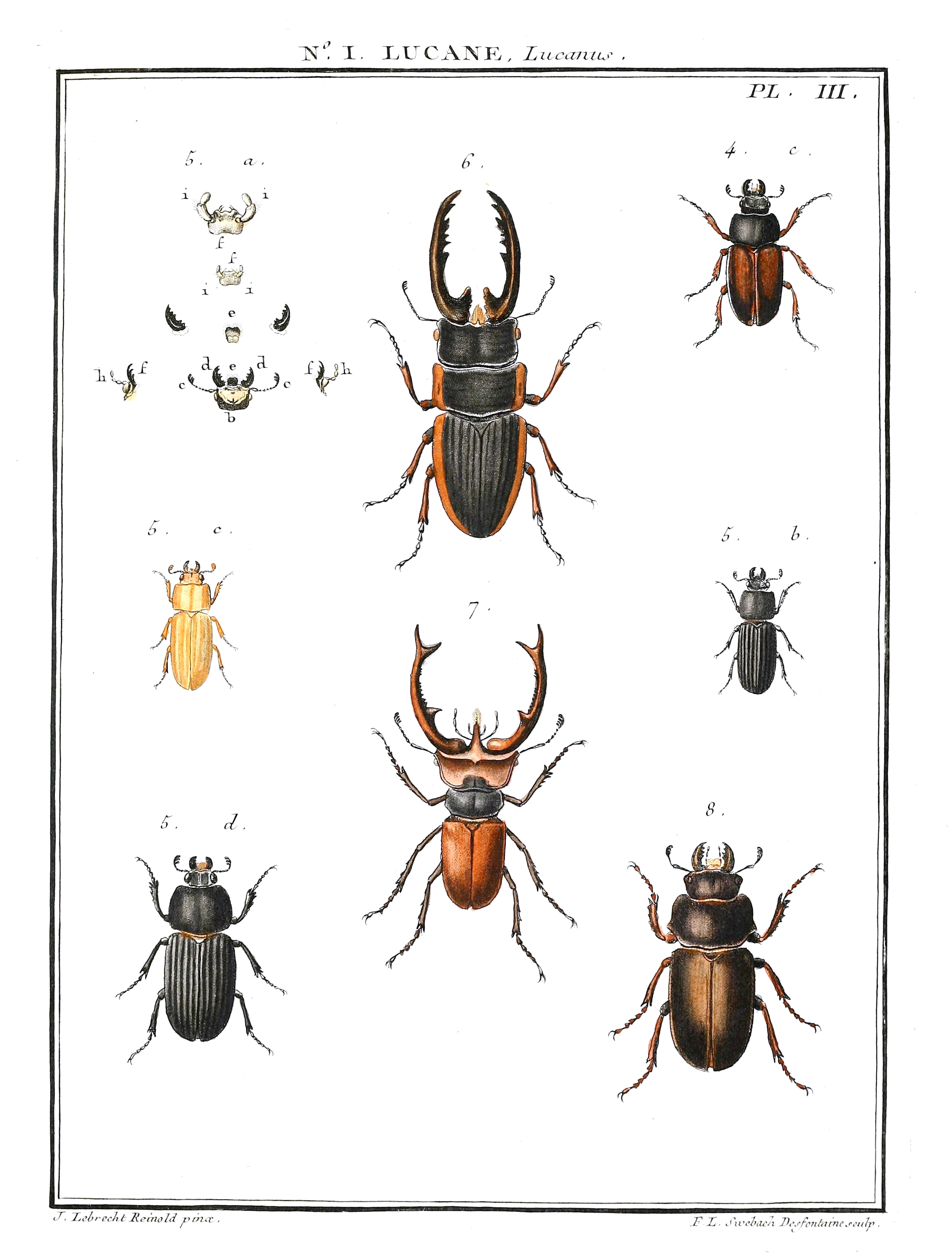
Página de uno de los libros de entomología de Guillaume Antoine Olivier.

Describió muchas especies, entre ellas: Xylocopa frontalis (Olivier, 1789); Epicharis rustica (Olivier, 1789); Centris dimidiata (Olivier, 1789); Anthophora femorata (Olivier, 1789); Oplostomus fuligineus (Olivier, 1789); y Trigona amalthea (Olivier, 1789).

## Obra
1. Voyage dans l'empire Othoman, l'Égypte et la Perse, 1801–1807. (Viaje por el Imperio Turco, Persia y Egipto, durante los seis primeros años de la República Francesa, de 1792 a 1798: vol. 1, vol. 2, vol. 3)
2. 1789. Abeille, in Encyclopédie méthodique. Histoire naturelle. Tome quatrieme. Insectes. Vol. 4: ccclxxiii+ccclxxii+331 pp. Paris
3. 1790. Encyclopedie methodique. Historie naturelle. Insectes Vol. 5. Panckoucke, Paris. 793 pp.
4. 1792 a. Encyclopedie methodique. Histoire naturelle. Insectes Vol. 5. Panckoucke, Paris. 827 pp.
5. 1792 b. Encyclopedie methodique. Histoire naturelle. Insects. Vol. 6: 369-704. Paris
6. 1811. Latreille, P. A. [Art. en] M. Olivier (ed.) Encyclopédie Méthodique. Histoire Naturelle. Insectes. Agasse, Paris. Vol. 8. 567-587

## Libros
1. Guillaume Antoine Olivier. 1808. Entomologie, Ou Histoire Naturelle Des Insectes, Avec Leurs Charactères

- La abreviatura «Olivier» se emplea para indicar a Guillaume-Antoine Olivier como autoridad en la descripción y clasificación científica de los vegetales.[1]

## Abreviatura (zoología)
La abreviatura Olivier  se emplea para indicar a Guillaume-Antoine Olivier como autoridad en la descripción y taxonomía en zoología.